# Partyspel
Een partyspel of partygame is een computerspelgenre of een gezelschapsspel dat wordt gespeeld in groepen, met bekenden en/of familie, en waarmee in competitie- of samenwerkingsverband kan worden gestreden.

## Computerspelgenre
Een partyspel op de computer bestaat vaak uit verschillende minispellen die met meerdere spelers gespeeld kan worden, zijn relatief eenvoudig te besturen en laagdrempelig. Sommige spellen, zoals de Mario Party-serie en Sonic Shuffle, vertonen veel overeenkomst met een bordspel. Bij spellen van Zweeler vormen deelnemers een team op basis van hun verwachtingen van de uitslag van sportevenementen als voetbal, Formule 1 en wielrennen.

### Ontstaan
Het partyspel ontstond als genre van computerspellen rond 1983 met Party Mix van Starpath. Het werd ontwikkeld voor de Atari 2600 spelcomputer en bestond uit vijf spellen in een. Het spel werd bekend om zijn innovatieve split screen-functie.

### Besturing
Besturing vindt plaats via een joystick of gamepad, die vaak op dezelfde spelcomputer kan worden aangesloten. Spelers krijgen in het geval van split screen een eigen deel van het televisiescherm toegewezen.

## Gezelschapsspellen
Party games in de vorm van gezelschapsspellen hebben vaak een hoge mate van sociale interactie. Daarnaast zijn ze vaak laagdrempelig in het opzetten, hebben ze eenvoudige regels, een relatief korte speelduur en is het mogelijk met een groot aantal spelers tegelijk te spelen.